# Carlos Pereira (football, 1962)
Pour le footballeur né en 1910, voir Carlos Pereira.
Carlos Pereira, de son nom complet Carlos Eduardo de Deus Pereira, est un footballeur portugais né le 25 décembre 1962 à Lisbonne. Il évoluait au poste de défenseur, principalement au Benfica et au Farense.

## Biographie

### En club
Carlos Pereira commence sa carrière au sein des équipes de jeunes du SL Benfica, où il évolue de 1978 à 1981. Il intègre ensuite l'équipe première du club lisboète en 1981.
Carlos Pereira passe cinq saisons au Benfica Lisbonne, participant à 34 matchs officiels sans inscrire de buts. Il réalise le doublé Coupe/Championnat en 1982-83.
Sous le maillot de Benfica, il dispute un match en Coupe des vainqueurs de coupe et un match en Coupe des clubs champions.
En 1986, il est prêté puis transféré au SC Farense, où il joue 50 matchs et marque un but au cours de son passage. Il termine sa carrière professionnelle au SC Olhanense, disputant une seule rencontre lors de la saison 1990-1991.

### En sélection
Il est sélectionné en équipe de jeunes du Portugal à plusieurs reprises dans les catégories des moins de 16 ans, moins de 18 ans et  moins de 21 ans.

## Palmarès
Benfica Lisbonne
- Championnat du Portugal :  
  - Vainqueur : 1982-83.

- Coupe du Portugal :  
  - Vainqueur : 1982-83.